# Bijstandsmissie van de Verenigde Naties in Afghanistan
De Bijstandsmissie van de Verenigde Naties in Afghanistan (Engels: United Nations Assistance Mission in Afghanistan, afgekort UNAMA) is een speciale politieke missie van de Verenigde Naties die belast is met het bijstaan van de bevolking van Afghanistan.
UNAMA werd op 28 maart 2002 opgericht bij Resolutie 1401 Veiligheidsraad Verenigde Naties.
Dit mandaat, dat jaarlijks wordt herzien, is in de loop van de tijd gewijzigd om rekening te houden met de behoeften van het land en werd op 17 maart 2022 met een jaar verlengd door VN-Veiligheidsraadsresolutie 2626 (2022). In deze zelfde resolutie roept de Veiligheidsraad de UNAMA en de speciale vertegenwoordiger van de secretaris-generaal (SRSG) op om, binnen hun mandaat, de internationale civiele inspanningen te blijven leiden en coördineren.
De Verenigde Naties zijn betrokken bij de regio sinds 1946, toen Afghanistan toetrad tot de Algemene Vergadering. Organisaties zoals UNICEF zijn sinds 1949 actief in Afghanistan.

## Structuur

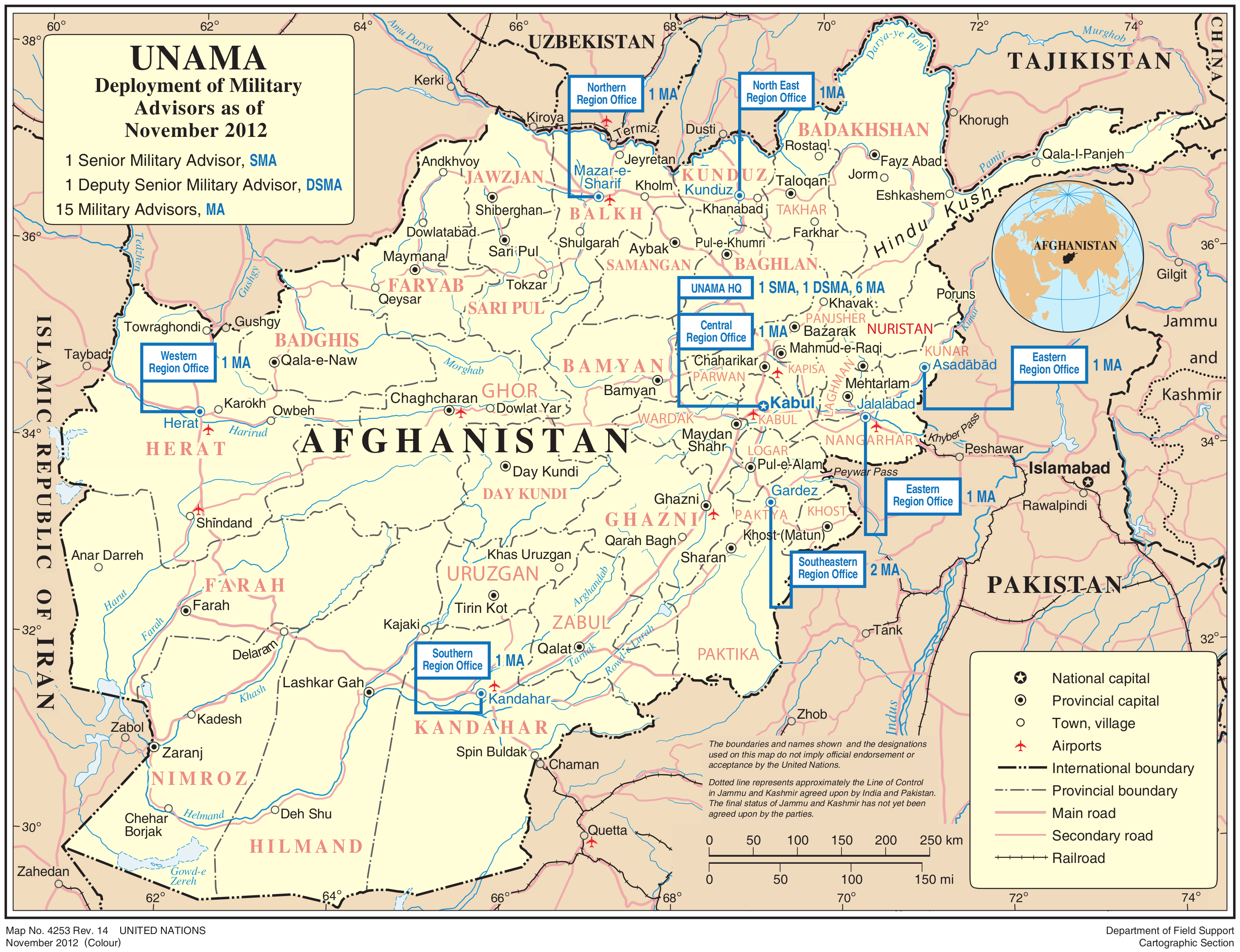
UNAMA

Het hoofdkwartier van UNAMA bevindt zich in Kabul en het onderhoudt een veldaanwezigheid in heel Afghanistan, evenals verbindingskantoren in Pakistan en Iran. De missie heeft ongeveer 1.164 medewerkers: 770 Afghaanse staatsburgers, 298 internationale medewerkers en 68 UNV's. (Cijfers van juni 2021.) De missie heeft kantoren in Bamyan, Fayzabad, Gardez, Herat, Mazar-e-Sharif, Kabul, Kandahar, Kunduz, Maimana, Pul-i-Khumri en Jalalabad. De UNAMA opende in september 2021 een tijdelijk extern kantoor in Almaty, Kazachstan om de internationale humanitaire samenwerking voort te zetten, nadat de Taliban het bewind in Afghanistan overnamen.
Sinds 2008, en volgens een richtlijn van de secretaris-generaal van de Verenigde Naties, is UNAMA een geïntegreerde missie. Dit betekent dat de speciale politieke missie, alle VN-agentschappen, fondsen en programma's, op een multidimensionale en geïntegreerde manier werken om Afghanistan beter te helpen volgens nationaal gedefinieerde prioriteiten.
De speciale vertegenwoordiger van de secretaris-generaal (Engels: Special Representative of the Secretary-General, afgekort SRSG) is verantwoordelijk voor alle VN-activiteiten in het land en houdt rechtstreeks toezicht op de veiligheidsafdeling, de strategische communicatiedienst, de afdeling mensenrechten en vrede en verzoening. De stafchef van de SRSG houdt toezicht op de veldkantoren van UNAMA.
Twee plaatsvervangende speciale vertegenwoordigers (Engels: Deputy Special Representatives of the Secretary-General, afgekort DSRSG) houden toezicht op de belangrijkste pijlers van de missie – politieke en ontwikkelingskwesties. Onder deze pijlers vallen missiesecties die gespecialiseerd zijn in kwesties zoals politieke analyse, rapportage, bereik, donorcoördinatie, evenals de coördinatie van fondsen en programma's van VN-agentschappen.

## Leiding
UNAMA wordt geleid door de speciale vertegenwoordiger van de secretaris-generaal (SRSG) voor Afghanistan.
Sinds de oprichting van UNAMA zijn dit geweest:
1. Lakhdar Brahimi van oktober 2001 tot januari 2004, ondanks het ontslag 2 jaar eerder
2. Jean Arnault van februari 2004 tot februari 2006
3. Tom Koenigs van maart 2006 tot december 2007
4. Kai Eide van 2008 tot 2010
5. Staffan di Mistura van 2010 tot 2011
6. Ján Kubiš van 2012 tot 2014
7. Nicholas Haysom van 2014 tot 2016
8. Tadamichi Yamamoto van 2016 tot 2020
9. Deborah Lyons van 2020 tot heden.[2]

## Pijler Politieke zaken van UNAMA
De pijler politieke zaken wordt geleid door Mette Knudsen, een plaatsvervangend speciale vertegenwoordiger die verantwoordelijk is voor het ondersteunen van politiek bereik, conflictoplossing en regionale samenwerking. De pijler omvat de analyse en rapportage, politieke zaken, de rechtsstaat, verbindingskantoren in Islamabad en Teheran, gendereenheid en het ondersteuningsbureau voor verkiezingen.

## Ontwikkeling en humanitaire hulp
De ontwikkelingspijler wordt geleid door Ramiz Alakbarov, een plaatsvervangend speciale vertegenwoordiger die zich richt op ontwikkeling en humanitaire hulp.
De ontwikkelingspijler van UNAMA dient om de ontwikkelingsinspanningen in Afghanistan verder te integreren, met name met betrekking tot capaciteitsopbouw en het coördineren van humanitaire hulp van internationale instanties. Alakbarov is ook de VN-resident coördinator voor Afghanistan, verantwoordelijk voor de coördinatie van het werk van het VN-landenteam (Engels: UN Country Team, afgekort UNCT).
Het UNCT in Afghanistan omvat 20 agentschappen, fondsen en programma's met kantoren in Afghanistan:
- Voedsel- en Landbouworganisatie (FAO)
- Internationaal Fonds voor Landbouwontwikkeling (IFAD)
- Internationale Arbeidsorganisatie (ILO)
- Internationale Organisatie voor Migratie (IOM)
- Bureau voor de coördinatie van humanitaire zaken (OCHA)
- Hoog Commissariaat voor de Mensenrechten (OHCHR) (*
- Ontwikkelingsfonds van de Verenigde Naties voor vrouwen (UN WOMEN)
- Programma van de Verenigde Naties inzake HIV/AIDS (UNAIDS)
- Ontwikkelingsprogramma van de Verenigde Naties (UNDP)
- Organisatie van de Verenigde Naties voor Onderwijs, Wetenschap en Cultuur (UNESCO)
- Bevolkingsfonds van de Verenigde Naties (UNFPA)
- Centrum van de Verenigde Naties voor Menselijke Nederzettingen (UN-HABITAT)
- Hoge Commissaris voor de Vluchtelingen (UNHCR)
- Kinderfonds van de Verenigde Naties (UNICEF)
- Organisatie van de Verenigde Naties voor Industriële Ontwikkeling (UNIDO)
- Instituut voor Opleiding en Onderzoek van de Verenigde Naties (UNITAR)
- Dienst voor Mijnbestrijding van de Verenigde Naties (UNMAS)
- Bureau van de Verenigde Naties voor drugs en criminaliteit (UNODC)
- Bureau van de Verenigde Naties voor Project Services (UNOPS)
- Wereldvoedselprogramma (WFP)
- Wereldgezondheidsorganisatie (WHO)

(* OHCHR is geïntegreerd met UNAMA en werkt onder leiding van de SRSG

## Resoluties
- Resolutie 1401 Veiligheidsraad Verenigde Naties (2002): oprichting
- Resolutie 1662 Veiligheidsraad Verenigde Naties (2006): verlenging met 1 jaar.
- Resolutie 1746 Veiligheidsraad Verenigde Naties (2007): verlenging met 1 jaar.
- Resolutie 1806 Veiligheidsraad Verenigde Naties (2008): verlenging met 1 jaar.
- Resolutie 1868 Veiligheidsraad Verenigde Naties (2009): verlenging met 1 jaar.
- Resolutie 1917 Veiligheidsraad Verenigde Naties (2010): verlenging met 1 jaar.
- Resolutie 1974 Veiligheidsraad Verenigde Naties (2011): verlenging met 1 jaar.
- Resolutie 2041 Veiligheidsraad Verenigde Naties (2012): verlenging met 1 jaar.
- Resolutie 2096 Veiligheidsraad Verenigde Naties (2013): verlenging met 1 jaar.
- Resolutie 2145 Veiligheidsraad Verenigde Naties (2014): verlenging met 1 jaar.
- Resolutie 2210 Veiligheidsraad Verenigde Naties (2015): verlenging met 1 jaar.
- Resolutie 2274 Veiligheidsraad Verenigde Naties (2016): verlenging met 1 jaar.
- Resolutie 2344 Veiligheidsraad Verenigde Naties (2017): verlenging met 1 jaar.
- Resolutie 2405 Veiligheidsraad Verenigde Naties (2018): verlenging met 1 jaar.
- Resolutie 2460 Veiligheidsraad Verenigde Naties (2019): verlenging met 1 jaar.
- Resolutie 2489 Veiligheidsraad Verenigde Naties (2019): verlenging met 1 jaar.
- Resolutie 2543 Veiligheidsraad Verenigde Naties (2020): verlenging met 1 jaar.
- Resolutie 2596 Veiligheidsraad Verenigde Naties (2021): verlenging met 1 jaar.
- Resolutie 2626 Veiligheidsraad Verenigde Naties (2022): verlenging met 1 jaar.